# Flughafen Carmelo

i7
i11
i13
Der Aeropuerto de Carmelo (IATA-Flughafencode: keiner; ICAO-Flughafencode: SULO) ist ein Flughafen in Uruguay.

## Lage
Er liegt im Südwesten Uruguays nordwestlich der Stadt Carmelo im Departamento Colonia. Dort befindet er sich eingebettet zwischen der nahe der östlich des Flughafens verlaufenden Ruta 21 sowie dem unmittelbar an das Flughafengelände angrenzenden, westlich gelegenen Río de la Plata.

## Geschichte und Beschreibung
Im Jahr 2004 wurde der Flughafen seitens der Regierung zur Privatisierung ausgeschrieben. In den ersten Jahren des 21. Jahrhunderts war der Flughafen Carmelo derjenige uruguayische Flughafen außerhalb der Metropolregion Montevideo, der die meisten Flugbewegungen zu verzeichnen hatte. Im Jahr 2009 konnten insgesamt 2700 Flugbewegungen (2000 internationale Flüge, 700 Inlandsflüge) mit 2350 Passagieren (1900 international, 450 national) verzeichnet werden. Damit ist der Flughafen hinter Carrasco, Punta del Este und Melilla der viertwichtigste des Landes. Von immenser strategischer Bedeutung ist dabei das in Flughafennähe an der Ruta 21 gelegene Hotel Four Season. Dies dient als touristischer Anziehungspunkt für zahlreiche in- aber auch ausländische Touristen insbesondere aus Übersee. Explizit genannt werden in diesem Zusammenhang Touristen aus Kanada, USA, Finnland, Österreich, Mexiko und Großbritannien.
Der Flughafen Carmelo verfügt über eine 1400 Meter lange, rasenbedeckte Start- und Landebahn. Die Flugverbindungszeit nach Buenos Aires beträgt rund 15 Minuten.